# Chelawas
Chelawas fou una thikana o jagir hereditari, feudatari de Jodhpur format per dos pobles (Chelawas i Gopawas) al districte de Pali. Estava governada per la dinastia rajput rathor del clan Kumpawat, i el seu títol era thakur sahib. Fou concedit el 1595 pel maharajà Sur Singh de Marwar o Jodhpur (1595-1620) a Lakshmi Das. El 1751, en temps de Ratan Singh, el maharajà Bakhat Sing de Marwar el va recuperar, però el seu successor Bijai Singh el va conferir altre cop el 1753.

## Llista de thakurs
- Thakur LAKSHMI DAS 1595-1611
- Thakur MEGHRAJ SINGH 1611- després de 1638 (fill)
- Thakur KISHAN SINGH (fill)
- Thakur BHIM SINGH (fill)
- Thakur RATAN SINGH (fill)
- Thakur JHUJHAR SINGH (fill)
- Thakur MUKAN SINGH ?-1805 (fill)
- Thakur GUMAN SINGH 1805-1859 (fill)
- Thakur SHAKTI SINGH 1859-1869 (fill)
- Thakur MOHABAT SINGH 1869-1877 (fill)
- Thakur KESARI SINGH 1877-1889 (fill)
- Thakur BHAIRU SINGH 1889-? (fill)
- Thakur BHOPAL SINGH ?-1945 (fill)
- Thakur ANAND SINGH 1945-1949 (fill)
- Thakur Sarvan KUmar Singh